# Chía (Kolumbien)
Chía ist eine Gemeinde (municipio) im Departamento Cundinamarca in Kolumbien, die zur Metropolregion Bogotá gehört.

## Geographie
Chía liegt in Cundinamarca in der Provinz Sabana Centro etwa 10 km nördlich von Bogotá auf einer Höhe von ungefähr 2600 Metern in der Savanne von Bogotá. Der Übergang zu Bogotá ist fließend. Chía ist vor allem als Studentenstadt bekannt, was sie einer der angesehensten Universitäten des ganzen Landes, der 1979 gegründeten Universidad de la Sabana, gleichzeitig das Herzstück der Stadt, zu verdanken hat. Die Gemeinde grenzt im Süden an die Stadtbezirke Usaquén und Suba in Bogotá sowie an Cota, im Norden an Cajicá, im Osten an Sopó und im Westen an Tabio und Tenjo. Durch die Gemeinde fließen die Flüsse Río Bogotá und Río Frío.

## Bevölkerung
Die Gemeinde Chía hat 138.822 Einwohner, von denen 109.172 im städtischen Teil (cabecera municipal) der Gemeinde leben (Stand: 2019).

## Geschichte
Das Gebiet war vor der Ankunft der Spanier ein wichtiges Zentrum des indigenen Volks der Chibcha, da sich das Heiligtum von der Mond-Gottheit dort befand (in der Chibcha-Sprache bedeutet Chía „Mond“). Als Sohn seiner ältesten Schwester war außerdem der Kazike von Chía traditionell der Nachfolger vom Kazike von Bacatá (Bogotá), neben Hunza (Tunja) eines der zwei politischen Machtzentren der Chibchas. Die Spanier unter Gonzalo Jiménez de Quesada erreichten die Region 1537.

## Tourismus
Die Stadt ist reich an Geschichte und die Altstadt ist für kolumbianische Verhältnisse relativ groß und hat seit einigen Jahren eine Fußgängerzone. Von touristischem Interesse sind zudem das Castillo de Marroquín und die Kirche Nuestra Señora de la Valvanera, die sich auf der westlichen Bergkette befindet und fast von überall in der Stadt sichtbar ist. Bekannt ist auch die Brücke Puente del Común, die 1792 erbaut wurde. Der alte Bahnhof wird noch jedes Wochenende vom touristischen Zug Tren Turístico de la Sabana angefahren. Typisch für die Gastronomie von Chía sind Masato, Almojábanas, Chicha und Merengón.

## Sport
In Chía war der Fußballverein Chía FC ansässig, der von 2003 bis 2004 in der kolumbianischen zweiten Liga spielte. Der Verein verkaufte 2004 sein Startrecht jedoch an Academia FC. Der Verein trug seine Heimspiele im Estadio La Luna aus.